# Düwag GT8S
Düwag GT8S — трамвай, выпускавшийся в 1973—1975 годах на предприятии Duewag в Дюссельдорфе.

## История
В связи с нехваткой двунаправленных составов, транспортное предприятие Дюссельдорфа заказало в 1973–1975 годах одновременно 65 штук вагонов типа GT8S и 4 GT8SU.
Вагоны получили нумерацию:
- GT8S # 3001 - # 3065
- GT8SU # 3101 - # 3104

Сначала вагоны предназначались исключительно для обслуживания обычных линий. Однако вместе с развитием метротрама в 1981 году было принято решение о перестройке 40 вагонов типа GT8S на вагоны GT8SU, которые могли пользоваться и трамвайными остановками и Городской железной дорогой. Перестроили вагоны с номерами # 3001 - # 3064 которые получили новую нумерацию # 3201 - # 3236. В связи с модернизированием состава и покупкой в 2006 году 76 двунаправленных вагонов Siemens NF8U, фирма объявила что хочет перепродать все вагоны типа GT8S. Заинтересованность в покупке изъявили «ГПТ СА в Кракове» и «ГПТ Познань», первое в 2009 году окончательно подписало договор с φирмой «Rheinbahn Dusseldorf» о покупке подержанных вагонов типа GT8S. 2 августа 2009 года ещё перед началом доставки вагонов в Краков на линии 701 в результате замыкания тяговой сети сгорел вагон # 3050. 26 августа 2009 года был доставлен в Краков 1 из 28 планируемых вагонов с номером # 3037, после приспособления к польским правилам дорожного движения, перекрашен и была установлена система информации пассажиров. 28 ноября 2009 дебютировал на линии номер 23. В 2012 году вагон # 3060 подвергнут модернизации во время которой поменяли, в частности, передние части вагона.

## Краков
| Номер | Дата приезда в Польшу | Дата включения в эксплуатацию |
| ----- | --------------------- | ----------------------------- |
| 3037  | 2009.08.26            | 2009.11.28                    |
| 3038  | 2010.04.09            | 2010.11.08                    |
| 3039  | 2010.03.03            | 2010.05.29                    |
| 3040  | 2010.03.18            | 2010.06.26                    |
| 3041  | 2010.03.21            | 2010.06.28                    |
| 3042  | 2010.03.31            | 2010.08.30                    |
| 3043  | 2010.06.25            | 2010.12.15                    |
| 3044  | 2010.04.17            | 2010.09.22                    |
| 3045  | 2010.06.26            | 2012.03.02                    |
| 3046  | 2010.06.18            | 2010.07.14                    |
| 3047  | 2009.12.13            | 2010.06.01                    |
| 3048  | 2010.06.22            | 2010.07.14                    |
| 3049  | 2009.12.18            | 2010.03.11                    |
| 3051  | 2010.12.23            |                               |
| 3052  | 2010.06.22            | 2011.12.23                    |
| 3053  | 2010.06.24            | 2012.01.23                    |
| 3054  | 2009.12.23            | 2010.04.02                    |
| 3055  | 2010.06.26            | 2010.07.13                    |
| 3056  | 2010.07.22            | 2010.12.28                    |
| 3057  | 2010.01.14            | 2010.04.13                    |
| 3058  | 2010.01.21            | 2010.04.22                    |
| 3059  | 2010.01.27            | 2010.05.12                    |
| 3060  | 2010.02.24            | 2012.08.08                    |
| 3061  | 2010.02.07            | 2010.05.29                    |
| 3062  | 2010.04.24            | 2010.08.21                    |
| 3063  | 2010.07.05            | 2011.01.25                    |
| 3064  | 2010.06.11            | 2010.10.18                    |
| 3065  | 2010.02.15            | 2010.05.07                    |